# Bangued
Bangued là một đô thị hạng nhất ở tỉnh Abra ở Vùng Hành chính Cordillera của Philippines. Theo điều tra dân số năm 2007, đô thị này có dân số 46.179 người trong 8.071 hộ.

## Các khu phố (barangay)
Bangued được chia thành 31 barangay với 77 sitio.
| Barangay             | Dân số (2007) |
| -------------------- | ------------- |
| Agtangao             | 2.175         |
| Angad                | 2.167         |
| Bañacao              | 1.327         |
| Bangbangar           | 2.111         |
| Cabuloan             | 1.081         |
| Calaba               | 3.883         |
| Tablac (Calot)       | 1.015         |
| Cosili West (Buaya)  | 1.206         |
| Cosili East (Proper) | 876           |
| Dangdangla           | 1.492         |
| Lingtan              | 839           |

| Barangay    | Dân số (2007) |
| ----------- | ------------- |
| Lipcan      | 1.895         |
| Lubong      | 708           |
| Macarcarmay | 629           |
| Maoay       | 626           |
| Macray      | 641           |
| Malita      | 306           |
| Palao       | 1.716         |
| Patucannay  | 1.234         |
| Sagap       | 765           |
| San Antonio | 901           |
| Santa Rosa  | 1.933         |

| Barangay                  | Dân số (2007) |
| ------------------------- | ------------- |
| Sao-atan                  | 805           |
| Sappaac                   | 1.251         |
| Zone 1 Pob. (Nalasin)     | 2.057         |
| Zone 2 Pob. (Consiliman)  | 1.302         |
| Zone 3 Pob. (Lalaud)      | 1.792         |
| Zone 4 Pob. (Town Proper) | 1.234         |
| Zone 5 Pob. (Bo. Barikir) | 2.807         |
| Zone 6 Pob. (Sinapangan)  | 2.312         |
| Zone 7 Pob. (Baliling)    | 3.093         |

## Kết quả bầu cử năm 2007
| Chức vụ          | Ứng cử viên                  | Tổng số phiếu bầu |
| ---------------- | ---------------------------- | ----------------- |
| Thị trưởng       | Dominic B. Valera            | 6.976             |
| Phó thị trưởng   | Betzaida B. Alzate           | 7,270             |
| Ủy viên hội đồng | Joseph Domino A. Valera      | 6.722             |
| Ủy viên hội đồng | Danilo A. Adame              | 6.708             |
| Ủy viên hội đồng | Kathleen Maria A. Balbin     | 6.696             |
| Ủy viên hội đồng | Salvacion B. Borja           | 6.685             |
| Ủy viên hội đồng | Christopher Joy L. Bachiller | 6.645             |
| Ủy viên hội đồng | Fides B. Alzate              | 6.598             |
| Ủy viên hội đồng | Florencio B. Viado           | 6.586             |
| Ủy viên hội đồng | Nevelle L. Lucero            | 6.540             |